# 牛深市立魚浦中学校
牛深市立魚浦中学校（うしぶかしりつうおうらちゅうがっこう）は熊本県牛深市（現・天草市）にあった公立中学校。

## 沿革
- 1947年
  - 4月14日 - 二浦村立白石中学校開校
  - 4月22日 - 魚貫村立魚貫中学校開校
- 1950年5月31日 - 白石中が二浦村立二浦中学校と改称
- 1954年4月1日 - 牛深市立魚貫中学校、牛深市立二浦中学校と改称
- 1957年9月1日 - 魚貫中と二浦中が統合し、牛深市立魚浦中学校となる
- 2005年3月31日 - 牛深中学校へ統合

## 学校周辺
- 姫の河内ダム